# Costești (okręg Vaslui)
Costești – wieś w Rumunii, w okręgu Vaslui, w gminie Costești. W 2011 roku liczyła 1609 mieszkańców.